# Martin Fourcade
Martin Fourcade (Céret, 14 settembre 1988) è un ex sciatore nordico francese attivo principalmente nel biathlon, specialità nella quale ha colto i maggiori successi tra i quali cinque titoli olimpici, undici iridati, sette Coppe del Mondo generali e ventisei di specialità. È considerato uno dei biathleti più forti di sempre.
È il fratello minore di Simon, a sua volta biatleta di alto livello.

## Biografia

### Stagioni 2006-2008
Originario di La Llagonne ma residente a Les Rousses, ha iniziato a praticare biathlon a livello agonistico nel 2002, allenato da Stéphane Bouthiaux, e nel 2006 è entrato a far parte della nazionale francese. Nel 2007 ha partecipato in Val Martello ai Mondiali juniores, arrivando quinto nell'individuale, nono nella sprint e nell'inseguimento; assieme a Jean-Guillaume Béatrix e Yann Guigonnet ha vinto il bronzo nella staffetta. Ha ottenuto altri buoni risultati l'anno successivo a Ruhpolding, dove si è classificato ottavo nell'individuale, unidcesimo nella sprint, decimo nell'inseguimento e quinto nella staffetta.
In Coppa Europa Fourcade ha ottenuto a partire dal 2008 quattro piazzamenti sul podio (tra cui una vittoria nella sprint di San Sicario). Ai Mondiali di biathlon estivo del 2008 in Alta Moriana nelle competizioni juniores ha vinto sugli skiroll l'individuale, si è classificato quarto nell'inseguimento e ha vinto l'argento nella staffetta mista (assieme a Beatrix, Anaïs Bescond e Marine Bolliet).
Agli Europei 2008 di Nové Město na Moravě si è classificato ventitreesimo nell'individuale, diciottesimo nella sprint, nono nell'inseguimento e ottavo nella staffetta. L'esordio in Coppa del Mondo risale al termine della stagione 2007-2008 a Holmenkollen: nell'occasione si è classificato 61º nella sprint.

### Stagioni 2009-2010
Nella Coppa Europa della stagione successiva a Obertilliach si è classificato secondo nell'individuale e ha guadagnato la possibilità di gareggiare nuovamente in Coppa del Mondo: l'opportunità è stata sfruttata, infatti Fourcade nell'individuale di Hochfilzen ha chiuso in 37ª posizione, guadagnando i primi punti nella competizione. Nella successiva gara sprint ha chiuso undicesimo.
All'inizio della stagione 2009-2010 ha preso parte per la prima volta alla staffetta francese (nella gara di Oberhof), con la quale ha chiuso in quinta posizione. Ai XXI Giochi olimpici invernali ha vinto la medaglia d'argento nella 15 km con partenza in linea; ha chiuso la stagione vincendo la Coppa del Mondo di inseguimento.

### Stagioni 2011-2014
Nella stagione 2012 si è aggiudicato sia la Coppa del Mondo generale, sia quelle di specialità di sprint e inseguimento. Nella stagione 2012-2013 ha esordito anche nella Coppa del Mondo di sci di fondo, il 24 novembre a Gällivare (48º), per tornare quindi a gareggiare prevalentemente nel biathlon.
Nel 2012-2013 non solo ha bissato la Coppa generale, ma ha anche vinto tutte le Coppe di specialità e ai Mondiali di Nové Město na Moravě ha ottenuto cinque medaglie (un oro e quattro argenti). Nella stessa stagione ha anche esordito nella Coppa del Mondo di sci di fondo, a Gällivare il 24 novembre 2012 (48°).
Ai XXII Giochi olimpici invernali di Soči 2014 ha vinto due ori (nell'individuale e nell'inseguimento) e un argento (nella partenza in linea); si è inoltre classificato 6° nella sprint, 8° nella staffetta e 6° nella staffetta mista). In Coppa del Mondo si è nuovamente aggiudicato la coppa di cristallo generale e quelle di specialità nella sprint, nell'inseguimento e nella partenza in linea.

### Stagioni 2015-2020
Ai Mondiali di Kontiolahti 2015, ha vinto la medaglia d'oro nell'individuale, quella d'argento nella staffetta mista, quella di bronzo nella staffetta ed è stato 12º nella sprint, 7º nell'inseguimento e 10º nella partenza in linea. In Coppa del Mondo si è nuovamente aggiudicato la Coppa generale e quelle di sprint e di inseguimento.
Nel 2016 ai Mondiali di Oslo Holmenkollen ha vinto la medaglia d'oro nella staffetta mista, nella sprint, nell'inseguimento e nell'individuale, quella d'argento nella partenza in linea e si è nuovamente aggiudicato la Coppa generale e tutte quelle di specialità; nel 2017 ai Mondiali di Hochfilzen ha vinto la medaglia d'oro nell'inseguimento, quella d'argento nella staffetta e nella staffetta mista e quella di bronzo nell'individuale e nella sprint, mentre anche quell'anno in Coppa del Mondo ha nuovamente vinto sia la Coppa generale, sia tutte quelle di specialità.
Ai XXIII Giochi olimpici invernali di Pyeongchang 2018 ha vinto la medaglia d'oro nell'inseguimento, nella partenza in linea e nella staffetta mista e si è classificato 8º nella sprint, 5º nell'individuale e 5º nella staffetta. Nella stagione 2017-2018 si è nuovamente aggiudicato la Coppa del Mondo generale per la settima volta consecutiva (record assoluto) nonché tutte quelle di specialità. Al termine della stagione 2019-2020, nella quale si è aggiudicato la Coppa del Mondo di sprint e ha vinto tra le altre medaglie due ori ai Mondiali di Anterselva 2020, ha annunciato il ritiro.

## Palmarès

### Biathlon

#### Olimpiadi
- 7 medaglie:
  - 5 ori (individuale, inseguimento a Soči 2014; inseguimento, partenza in linea, staffetta mista a Pyeongchang 2018)
  - 2 argenti (partenza in linea[4] a Vancouver 2010; partenza in linea a Soči 2014)

#### Mondiali
- 28 medaglie:
  - 13 ori (inseguimento[4] a Chanty-Mansijsk 2011; sprint[4], inseguimento[4], partenza in linea[4] a Ruhpolding 2012; individuale[4] a Nové Město na Moravě 2013; individuale[4] a Kontiolahti 2015; sprint[4], inseguimento[4], individuale[4], staffetta mista[4] a Oslo Holmenkollen 2016; inseguimento[4] a Hochfilzen 2017; individuale[4], staffetta[4] ad Anterselva 2020)
  - 10 argenti (sprint[4] a Chanty-Mansijsk 2011; staffetta[4] a Ruhpolding 2012; sprint[4], inseguimento[4], staffetta[4], staffetta mista[4] a Nové Město na Moravě 2013; staffetta mista[4] a Kontiolahti 2015; partenza in linea[4] a Oslo Holmenkollen 2016; staffetta[4], staffetta mista[4] a Hochfilzen 2017)
  - 5 bronzi (staffetta mista[4] a Chanty-Mansijsk 2011; staffetta[4] a Kontiolahti 2015; sprint[4], individuale[4] a Hochfilzen 2017; sprint[4] ad Anterselva 2020)

#### Mondiali giovanili
- 1 medaglia:
  - 1 bronzo (staffetta a Val Martello 2007)

#### Coppa del Mondo
- Vincitore della Coppa del Mondo nel 2012, nel 2013, nel 2014, nel 2015, nel 2016, nel 2017 e nel 2018
- Vincitore della Coppa del Mondo di sprint nel 2012, nel 2013, nel 2014, nel 2015, nel 2016, nel 2017, nel 2018 e nel 2020
- Vincitore della Coppa del Mondo di inseguimento nel 2010, nel 2012, nel 2013, nel 2014, nel 2015, nel 2016 e nel 2017 e nel 2018
- Vincitore della Coppa del Mondo di partenza in linea nel 2013, nel 2014, nel 2016, nel 2017 e nel 2018
- Vincitore della Coppa del Mondo di individuale nel 2013, nel 2016, nel 2017, nel 2018 e nel 2020
- 152 podi (126 individuali, 26 a squadre), oltre a quelli conquistati in sede olimpica e iridata e validi per la Coppa del Mondo:
  - 81 vittorie (68 individuali, 13 a squadre)
  - 43 secondi posti (35 individuali, 8 a squadre)
  - 28 terzi posti (23 individuali, 5 a squadre)

##### Coppa del Mondo - vittorie
| Data             | Località                | Nazione       | Specialità                                                                |
| ---------------- | ----------------------- | ------------- | ------------------------------------------------------------------------- |
| 4 dicembre 2008  | Östersund               | Svezia        | MX (con Marie-Laure Brunet, Marie Dorin e Alexis Bœuf)                    |
| 6 dicembre 2009  | Östersund               | Svezia        | RL (con Vincent Jay, Vincent Defrasne e Simon Fourcade)                   |
| 14 marzo 2010    | Kontiolahti             | Finlandia     | PU                                                                        |
| 18 marzo 2010    | Oslo Holmenkollen       | Norvegia      | SP                                                                        |
| 20 marzo 2010    | Oslo Holmenkollen       | Norvegia      | PU                                                                        |
| 22 gennaio 2011  | Anterselva              | Italia        | MS                                                                        |
| 13 febbraio 2011 | Fort Kent               | Stati Uniti   | MS                                                                        |
| 30 novembre 2011 | Östersund               | Svezia        | IN                                                                        |
| 4 dicembre 2011  | Östersund               | Svezia        | PU                                                                        |
| 22 gennaio 2012  | Anterselva              | Italia        | RL (con Jean-Guillaume Béatrix, Simon Fourcade e Alexis Bœuf)             |
| 11 febbraio 2012 | Kontiolahti             | Finlandia     | SP                                                                        |
| 16 marzo 2012    | Chanty-Mansijsk         | Russia        | SP                                                                        |
| 17 marzo 2012    | Chanty-Mansijsk         | Russia        | PU                                                                        |
| 28 novembre 2012 | Östersund               | Svezia        | IN                                                                        |
| 2 dicembre 2012  | Östersund               | Svezia        | PU                                                                        |
| 10 gennaio 2013  | Ruhpolding              | Germania      | RL (con Simon Fourcade, Jean-Guillaume Béatrix e Alexis Bœuf)             |
| 12 gennaio 2013  | Ruhpolding              | Germania      | SP                                                                        |
| 13 gennaio 2013  | Ruhpolding              | Germania      | MS                                                                        |
| 20 gennaio 2013  | Anterselva              | Italia        | RL (con Simon Fourcade, Jean-Guillaume Béatrix e Alexis Bœuf)             |
| 2 marzo 2013     | Oslo Holmenkollen       | Norvegia      | PU                                                                        |
| 7 marzo 2013     | Soči Krasnaja Poljana   | Russia        | IN                                                                        |
| 9 marzo 2013     | Soči Krasnaja Poljana   | Russia        | SP                                                                        |
| 15 marzo 2013    | Chanty-Mansijsk         | Russia        | SP                                                                        |
| 17 marzo 2013    | Chanty-Mansijsk         | Russia        | MS                                                                        |
| 28 novembre 2013 | Östersund               | Svezia        | IN                                                                        |
| 30 novembre 2013 | Östersund               | Svezia        | SP                                                                        |
| 8 dicembre 2013  | Hochfilzen              | Austria       | PU                                                                        |
| 5 gennaio 2014   | Oberhof                 | Germania      | MS                                                                        |
| 19 gennaio 2014  | Anterselva              | Italia        | RL (con Simon Fourcade, Alexis Bœuf e Jean-Guillaume Béatrix)             |
| 23 marzo 2014    | Oslo Holmenkollen       | Norvegia      | MS                                                                        |
| 30 novembre 2014 | Östersund               | Svezia        | MX (con Anaïs Bescond, Anaïs Chevalier e Simon Fourcade)                  |
| 6 dicembre 2014  | Östersund               | Svezia        | SP                                                                        |
| 7 dicembre 2014  | Östersund               | Svezia        | PU                                                                        |
| 14 dicembre 2014 | Hochfilzen              | Austria       | PU                                                                        |
| 10 gennaio 2015  | Oberhof                 | Germania      | SP                                                                        |
| 11 gennaio 2015  | Oberhof                 | Germania      | MS                                                                        |
| 12 febbraio 2015 | Oslo Holmenkollen       | Norvegia      | IN                                                                        |
| 19 marzo 2015    | Chanty-Mansijsk         | Russia        | SP                                                                        |
| 5 dicembre 2015  | Östersund               | Svezia        | SP                                                                        |
| 6 dicembre 2015  | Östersund               | Svezia        | PU                                                                        |
| 12 dicembre 2015 | Hochfilzen              | Austria       | PU                                                                        |
| 10 gennaio 2016  | Ruhpolding              | Germania      | MS                                                                        |
| 13 gennaio 2016  | Ruhpolding              | Germania      | IN                                                                        |
| 4 febbraio 2016  | Canmore                 | Canada        | SP                                                                        |
| 7 febbraio 2016  | Canmore                 | Canada        | SMX (con Marie Dorin)                                                     |
| 12 febbraio 2016 | Presque Isle            | Stati Uniti   | PU                                                                        |
| 27 novembre 2016 | Östersund               | Svezia        | SMX (con Marie Dorin)                                                     |
| 1 dicembre 2016  | Östersund               | Svezia        | IN                                                                        |
| 3 dicembre 2016  | Östersund               | Svezia        | SP                                                                        |
| 9 dicembre 2016  | Pokljuka                | Slovenia      | SP                                                                        |
| 10 dicembre 2016 | Pokljuka                | Slovenia      | PU                                                                        |
| 11 dicembre 2016 | Pokljuka                | Slovenia      | RL (con Jean-Guillaume Béatrix, Quentin Fillon Maillet e Simon Desthieux) |
| 15 dicembre 2016 | Nové Město na Moravě    | Rep. Ceca     | SP                                                                        |
| 17 dicembre 2016 | Nové Město na Moravě    | Rep. Ceca     | PU                                                                        |
| 18 dicembre 2016 | Nové Město na Moravě    | Rep. Ceca     | MS                                                                        |
| 7 gennaio 2017   | Oberhof                 | Germania      | PU                                                                        |
| 13 gennaio 2017  | Ruhpolding              | Germania      | SP                                                                        |
| 15 gennaio 2017  | Ruhpolding              | Germania      | PU                                                                        |
| 4 marzo 2017     | Pyeongchang Alpensia    | Corea del Sud | PU                                                                        |
| 5 marzo 2017     | Pyeongchang Alpensia    | Corea del Sud | RL (con Jean-Guillaume Béatrix, Simon Fourcade e Simon Desthieux)         |
| 11 marzo 2017    | Kontiolahti             | Finlandia     | SP                                                                        |
| 19 marzo 2017    | Oslo Holmenkollen       | Norvegia      | MS                                                                        |
| 3 dicembre 2017  | Östersund               | Svezia        | PU                                                                        |
| 17 dicembre 2017 | Annecy Le Grand-Bornand | Francia       | MS                                                                        |
| 5 gennaio 2018   | Oberhof                 | Germania      | SP                                                                        |
| 6 gennaio 2018   | Oberhof                 | Germania      | PU                                                                        |
| 10 gennaio 2018  | Ruhpolding              | Germania      | IN                                                                        |
| 21 gennaio 2018  | Anterselva              | Italia        | MS                                                                        |
| 17 marzo 2018    | Oslo Holmenkollen       | Norvegia      | PU                                                                        |
| 22 marzo 2018    | Tjumen'                 | Russia        | SP                                                                        |
| 24 marzo 2018    | Tjumen'                 | Russia        | PU                                                                        |
| 2 dicembre 2018  | Pokljuka                | Slovenia      | MX (con Anaïs Bescond, Justine Braisaz e Simon Desthieux)                 |
| 5 dicembre 2018  | Pokljuka                | Slovenia      | IN                                                                        |
| 15 dicembre 2018 | Hochfilzen              | Austria       | PU                                                                        |
| 4 dicembre 2019  | Östersund               | Svezia        | IN                                                                        |
| 10 gennaio 2020  | Oberhof                 | Germania      | SP                                                                        |
| 12 gennaio 2020  | Oberhof                 | Germania      | MS                                                                        |
| 16 gennaio 2020  | Ruhpolding              | Germania      | SP                                                                        |
| 18 gennaio 2020  | Ruhpolding              | Germania      | RL (con Émilien Jacquelin, Simon Desthieux e Quentin Fillon Maillet)      |
| 19 gennaio 2020  | Ruhpolding              | Germania      | PU                                                                        |
| 14 marzo 2020    | Kontiolahti             | Finlandia     | PU                                                                        |

Legenda:

IN = individuale

SP = sprint

PU = inseguimento

MS = partenza in linea

RL = staffetta

MX = staffetta mista

SMX = staffetta mista individuale

### Sci di fondo
- Miglior piazzamento in classifica generale: 130º nel 2016